# جسر بريتانيا
جسر بريتانيا هو جسر عبر مضيق ميناي بين جزيرة أنغليسي والبر الرئيسي لويلز. صممه وبناه في الأصل مهندس السكة الحديد المشهور روبيرت ستيفنسون كجسر أنبوبي يتكون من مقطع صندوقي مستطيل من الحديد المطاوع يمتد لحمل حركة السكك الحديدية. تكمن أهميته في تشكيل وصلة حرجة لطريق سكة حديد تشيستر وهوليهيد، مما يمكّن القطارات من السفر مباشرة بين لندن وميناء هوليهيد، وبالتالي تسهيل وصلة بحرية إلى دبلن بأيرلندا. 
في العقود التي سبقت بناء جسر بريتانيا، اكتمل بناء جسر ميناي المعلق، لكن هذا الهيكل حمل طريقًا بدلًا من السكة الحديد؛ لم تكن هناك أي شبكة سكة حديد حتى جزيرة أنغليسي قبل بنائه. بعد سنوات عديدة من المداولات والاقتراحات، في 30 يونيو عام 1845، حصل قانون صادر عن البرلمان يغطي تكاليف بناء جسر بريتانيا على الموافقة الملكية. بناءً على إصرار الأميرالية البريطانية، كان مطلوبًا أن تكون عناصر الجسر مرتفعة نسبيًا للسماح بمرور سفينة رجال الحرب المجهزة بالكامل. من أجل تلبية المتطلبات المتنوعة، أجرى ستيفنسون، كبير مهندسي المشروع، دراسات متعمقة حول مفهوم الجسور الأنبوبية. من أجل التصميم المُفصل لعوارض الهيكل، حصل ستيفنسون على مساعدة المهندس المتميز ويليام فيربيرن. في 10 أبريل عام 1846، وُضع حجر الأساس لجسر بريتانيا. نشأت طريقة البناء المستخدمة في أنابيب الحديد المطاوع المبرشمة من ممارسات بناء السفن المعاصرة؛ كما اُستخدمت نفس التقنية المستخدمة في جسر بريتانيا في جسر كونوي الأصغر للسكك الحديدية. في 5 مارس عام 1850، ركب ستيفنسون بنفسه البرشام الأخير للهيكل، مما يشير إلى اكتمال البناء الرسمي للجسر.
خلال مارس عام 1966، حصل جسر بريتانيا على الدرجة الثانية في تصنيف البناء المدرج.
تسبب حريق كارثي في مايو عام 1970 في أضرار واسعة النطاق في جسر بريتانيا. بعد التحقيق، تقرر أن الأضرار التي لحقت بالأنابيب كانت واسعة النطاق لدرجة أنها لم تعد قابلة للإصلاح بشكل واقعي. تقرر إعادة بناء الهيكل بترتيب مختلف تمامًا وإعادة استخدام الأرصفة البحرية أثناء استخدام أقواس جديدة لدعم ليس سطح واحد فقط ولكن اثنين، حيث كان جسر بريتانيا الجديد يعمل كجسر للطرق والسكك الحديدية. نُفذت عملية إعادة البناء على مراحل، حيث تم أُعيد افتتاح الجسر في البداية في عام 1972 كجسر قوسي جملوني مصنوع من الصلب أحادي الرصف، يحمل حركة السكك الحديدية فقط. خلال السنوات الثماني التالية، اُستبدل المزيد من الهيكل، مما سمح بتشغيل المزيد من القطارات وإكمال الرصف الثاني. اُفتتح الرصف الثاني لاستيعاب حركة المرور على الطرق في عام 1980. خضع الجسر لبرنامج صيانة متعمقة لمدة أربعة أشهر بمبلغ 4 ملايين جنيه إسترليني خلال عام 2011. منذ التسعينيات من القرن العشرين، كان هناك حديث حول زيادة سعة الطريق فوق مضيق ميناي، إما عن طريق توسيع سطح الطريق للجسر الحالي أو عن طريق بناء جسر ثالث.

## تصميم
اُفتتح جسر ميناي في عام 1826، يقع على بعد ميل واحد (1.6 كيلو متر) إلى الشرق حيث بُني جسر بريتانيا لاحقًا، وفر أول طريق ثابت يربط بين جزيرة أنغلسي والبر الرئيسي. استلزمت الشعبية المتزايدة للسفر بالسكك الحديدية بعد فترة وجيزة جسرًا ثانيًا لتوفير خط سكة حديد مباشر يربط بين لندن وميناء هوليهيد وخط تشيستر وهوليهيد للسكك الحديدية.
اُقترحت مخططات أخرى للسكك الحديدية، بما في ذلك مخطط من قبل توماس تيلفورد في عام 1838 لعبور جسر ميناي الحالي. دُعي رائد السكك الحديدية جورج ستيفنسون للتعليق على هذا الاقتراح لكنه أعرب عن قلقه بشأن إعادة استخدام مسلك واحد لجسر معلق، كما كانت الجسور من هذا النوع غير مناسبة لاستخدام القاطرات. بحلول عام 1840، قررت لجنة وزارة الخزانة بصورة عامة لصالح مقترحات ستيفنسون، ومع ذلك، لن تُمنح الموافقة النهائية على الطريق، بما في ذلك جسر بريتانيا، حتى 30 يونيو عام 1845، وهو التاريخ الذي حصل فيه القانون المطابق الصادر عن البرلمان على الموافقة الملكية. في نفس الوقت تقريبًا، عُين روبرت ستيفنسن، نجل ستيفنسون كبير المهندسين للمشروع.
بناء على إصرار الأميرالية البريطانية، يجب على أي جسر السماح بمرور المضيق من قبل سفينة رجال الحرب المجهزة بالكامل. لذلك، اعتزم ستيفنسون عبور المضيق على مستوى مرتفع بواسطة جسر له بحران رئيسيان يبلغ طولهما 460 قدمًا (140 مترًا) بأنابيب حديدية مستطيلة، يبلغ وزن كل منها 1,500 طنًا طوليًا (1,500 طن؛ 1,700 طن أمريكي) مدعومة بأرصفة بحرية من حجارة البناء، بُني الرصيف الأوسط على صخرة بريتانيا. يكتمل الجسر ببحرين إضافيين يبلغ طولهما 230 قدمًا (70 مترًا)، مما يجعل العارضة المستمرة يبلغ طولها 1,511 قدمًا (461 مترًا). كانت القطارات تعمل داخل الأنابيب (داخل عوارض الصندوق). حتى ذلك الحين، كان أطول بحر للحديد المطاوع يبلغ 31 قدمًا و6 بوصات (9.60 مترًا)، وهو بالكاد واحد من خمسة عشر بحرًا للجسر البالغ طوله 460 قدمًا (140 مترًا). كما تصوره ستيفنسون في الأصل، سيعطي البناء الأنبوبي هيكلًا صلبًا بشكل كافي لدعم التحميل الثقيل المرتبط بالقطارات، لكن الأنابيب لن تكون ذاتية الدعم بالكامل، ويجب أخذ بعض من وزنها في سلاسل التعليق. 
من أجل التصميم المُفصل للعوارض، حصل ستيفنسون على مساعدة المهندس المتميز ويليام فيربيرن، وهو صديق قديم من أصدقاء والده وصفه ستيفنسون بأنه «معروف جيدًا بمعرفته العملية الشاملة في مثل هذه الأمور. «بدأ فيربيرن سلسلة من التجارب العملية على أشكال أنبوبية مختلفة وجند مساعدة إيتون هودجكينسون» المتميزة كأول سلطة علمية على قوة الكمرات الحديدية «أصبح من الواضح من تجارب فيربيرن –أُجريت دون احتياطات خاصة- أن نمط الفشل في الأنبوب تحت الحمل هو انبعاج اللوح العلوي في الضغط، مما أعطى التحليل النظري لهودجكينسون بعض الصعوبة». عندما أبلغ ستيفنسون مديري السكك الحديدية في فبراير عام 1846، أرفق تقارير من كل من هودجكينسون وفيربيرن. من تحليله لمقاومة انبعاج الأنابيب ذات الألواح العلوية المفردة، اعتقد هودجكينسون أنها ستتطلب لوح علوي سميك بشكل غير عملي (وبالتالي ثقيل) لجعل الأنابيب صلبة بما يكفي لدعم وزنها الخاص، ونصح بالتعليق الإضافي من سلاسل الوصلات.
رغم ذلك، انتقلت تجارب فيربيرن من تلك التي غطتها نظرية هودجكينسون لتشمل التصميمات التي يُقوى فيها اللوح العلوي بواسطة «التضليع» (دمج الأنابيب الأسطوانية). نتائج هذه التجارب اللاحقة التي وجدها مشجعة للغاية؛ بينما ما زال يتعين تحديد الشكل الأمثل للعارضة الأنبوبية «أود التجرؤ على القول بأنه يمكن بناء جسر أنبوبي من هذه القوة والأبعاد المطلوبة مع الحماية المثالية ومتطلبات حركة السكك الحديدية عبر المضيق» على الرغم من أنه قد يتطلب مواد أكثر مما كان مُتصورًا في الأصل وستكون هناك حاجة إلى أقصى درجات العناية في بنائه. اعتقد أنه سيكون من «غير المناسب للغاية» الاعتماد على السلاسل كدعم رئيسي للجسر.